# 伊方エコ・パーク
座標: 北緯33度29分37秒 東経132度20分05秒 / 北緯33.493674度 東経132.334839度
伊方エコ・パーク（いかたエコ・パーク）は、風力発電事業を行う企業。エコ・パワーと伊方町の出資で設立された第三セクターである。

## 会社概要
- 本社 - 愛媛県西宇和郡伊方町
- 事業 - 風力発電事業
- 資本金 - 2億円
- 株主 - エコ・パワー（80%）・伊方町（20%）

## 伊方ウインドファーム
2010年に稼動を開始し、愛媛県西宇和郡伊方町の佐田岬半島に立地している。
1,500kW×12基の風車で構成され、18,000kWの発電規模を持っている。